# Александровка (Данковский район)
Александровка — деревня Данковского района Липецкой области, входит в состав Берёзовского сельсовета.

## География
Через деревню проходит одна улица без названия, имеется пруд.
На северо-востоке граничит с деревней Новая; через оба населённых пункта проходит автомобильная дорога с автобусной остановкой возле Александровки.

## Население
| 2010 |
| ---- |
| 21   |